# Lejops lineatus
Lejops lineatus är en tvåvingeart som först beskrevs av Fabricius 1787.  Lejops lineatus ingår i släktet sävblomflugor, och familjen blomflugor. Inga underarter finns listade i Catalogue of Life.